# 스즈미야 하루히의 등장인물 목록

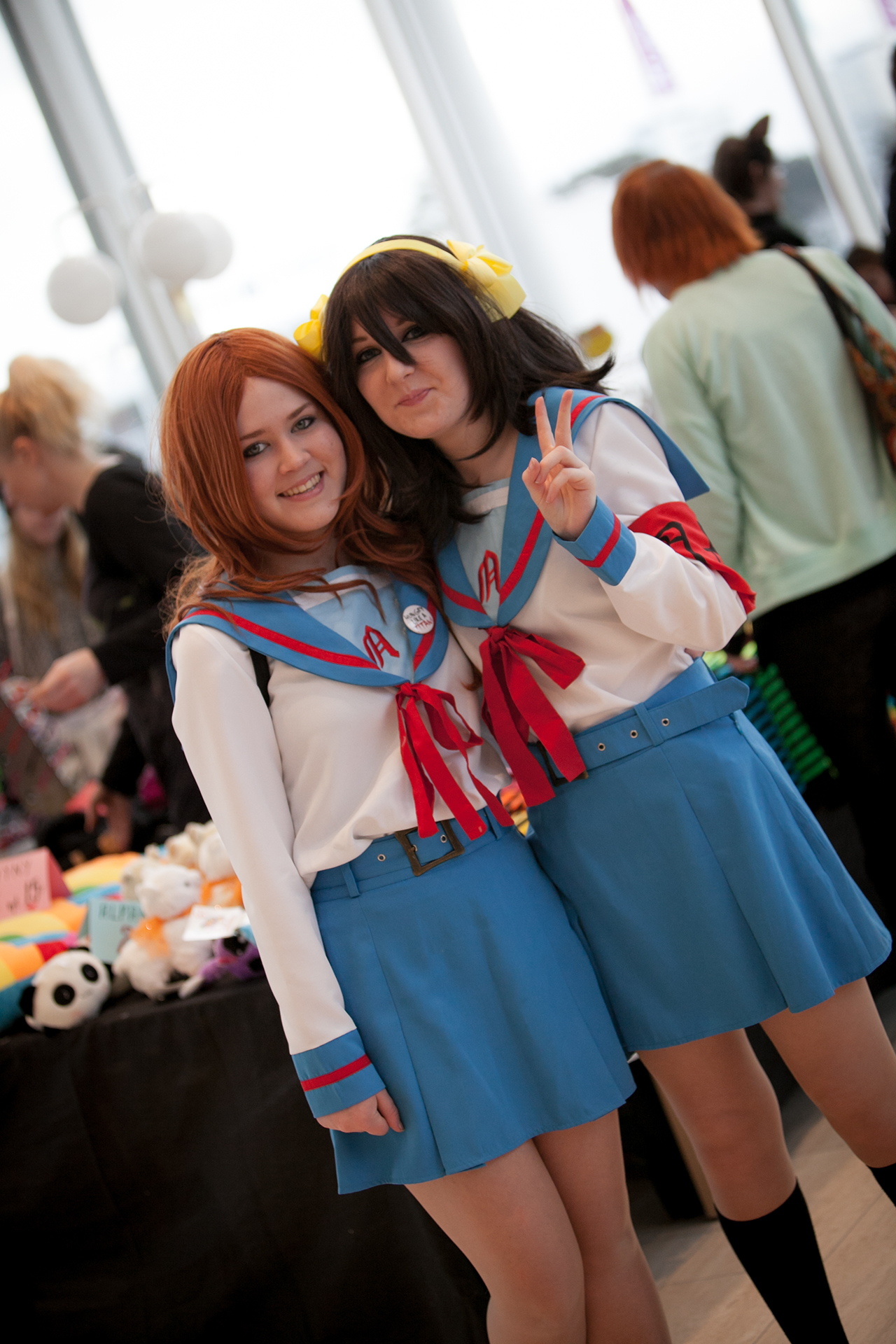
코스프레

이 스즈미야 하루히 시리즈의 등장인물 문서에서는 타니가와 나가루의 라이트노벨 스즈미야 하루히 시리즈 및 이를 원작으로 하는 애니메이션 《스즈미야 하루히의 우울》의 등장인물에 대해 설명한다.

## SOS단
쿈 (キョン 굔[*], 본명 미상)
일본성우: 스기타 토모카즈 / 한국성우: 엄상현 / 북미성우: 크리스핀 프리먼
스즈미야 하루히 시리즈의 주인공이자 화자의 시점을 맡은 인물. 현립 키타 고등학교 학생으로 하루히와 같은반이며, SOS단 단원 1호이자 잡역부. 특이한 성격때문에 대인관계가 서투른 하루히가 처음으로 선택한 인물이다. 여자의 마음을 해아리는데는 둔감, 한번씩 날카로운 통찰력이나 행동력을 발휘하는 경우가 있다. 때때로 위인의 말이나 고사, 과학적 용어등을 인용하는걸 보아선 의외로 뛰어난 지식을 가지고 있는 것으로 추측되나, 학업성적은 SOS단내에서 가장 나쁘다. 어렸을 적에는 하루히처럼 우주인, 미래인, 초능력자, 이세계인 등이 존재하길 원했었고 그래서인지 우주인, 미래인, 초능력자 사이에 끼어서 하루히에게 휘둘리는것을 지긋지긋해하는 것처럼 보이지만 사실 마음속 깊은 곳에서는 나름대로 즐거워하고 있다. 참고로 쿈이라는 이름은 별명이며, 본명은 아직까지 밝혀지지 않았다. 9권 분열에서부터 등장하는 신캐릭터 & 쿈의 중학교 시절 절친인 사사키에 따르면 본명의 발음에서는 '쿈'이라는 별명을 연상하기 힘드나, 글자에서는 연상할 수 있다고 한다.
스즈미야 하루히(涼宮 ハルヒ 스즈미야 하루히[*])
일본성우: 히라노 아야 / 한국성우: 박선영 (성우) / 북미성우: 웬디 리
현립 키타고등학교 학생이자 스즈미야 하루히 시리즈의 중심이 되는 인물. 같은반인 쿈을 끌어들여 SOS단을 조직해 스스로 단장이 된다. 탁월한 외모에 성적은 상위권, 운동신경도 발군이여서 이성에게 많은 인기를 끌고 있지만 유아독존의 성격에 교내 제일의 괴짜로서 유명하여 대쉬하는 남자는 없다. 때때로는 학생들을 상대로 공갈이나 강탈하기까지 하는 거친 모습을 보여준다. 선배인 아사히나 미쿠루나 츠루야, 학생회장 등에게도 높임말을 사용하지 않고 즉시 이름으로 부르기도 한다. (그러나 초면에서의 인사나 맨션 관리인 같은 어른에 대해서는 예절을 지키는 듯하다.)
연애생활관도 특이해서 많은 남학생으로부터의 사귀자는 제안을 모두 받아들였지만, 얼마안가 모두 차버렸다. 동급생 타니구치에 의하면 '최장기록 1주일, 최단기록 5분'이라고 한다. 같은 반의 쿈에게는 지속적인 호의를 가지고 있는 듯해서 쿈을 언제나 귀찮게 하고 바보취급하듯 부르지만 내심 신뢰하고 동경하는 모습을 보여준다.
성격상 따분함을 느끼는 것을 굉장히 싫어해서 언제나 재미있는 일을 찾아나서려 하는데, 사실은 '어떤 비상식적인 일이라도 생각한 것을 실현시킬 수 있다'라는 신에 비유할 만한 능력을 가지고 있어 우주와 미래의 세계 등의 여러 조직들이 그녀를 주목하고 있다. 그러나 본인은 그 능력을 자각하고 있지 못해 무의식중에 일어난 감정의 기복에 의해 갖가지 사건이 일어나곤 한다.
'나가토 유키, 아사히나 미쿠루, 코이즈미 이츠키가 그녀 주위로 몰려든 것도 그녀가 우주인, 미래인, 초능력자가 있었으면 좋겠다'고 생각했기 때문이라고 코이즈미 이츠키는 주장한다. 하루히가 기분이 나쁘거나 스트레스를 받으면 무의식중 '폐쇄공간'이라 하는 이세계가 창조되는데 폐쇄공간이 현실을 삼켜버리기 전에 그것을 미리 방지하는 것이 SOS단의 역할이다. 3년 전 칠석날 학교 운동장에 '내가 여기 있다'는 말을 쓰러 가던 중 과거로 돌아간 미래의 쿈(=존 스미스)과 처음으로 만났다. 존 스미스와의 만남은 그녀가 SOS단을 결성하게 된 결정적인 동기가 되었다. 나가토 유키의 입장에서 그녀는 '자율 진화의 가능성'이며 아사히나 미쿠루의 입장에서는 '시간진동의 근원'이다. 코이즈미 이츠키의 입장에선 '신'이다. 쿈과 만남으로써 사람을 대한 태도 등이 긍정적으로 변한다. 또한 시간이 지남에 따라 쿈을 좋아하는 마음이 싹트는데 하루히는 자신의 감정을 겉으로는 관심없는 척, 퉁명스러운 척 대하면서도 은연 중에 쿈의 마음을 떠보거나 챙겨 주는 등의 행동으로 표현한다(일명 츤데레). 4권 소실 편에 수록된 사건 이후부터 나가토 유키와 쿈의 관계가 심상치 않게 변한 것을 감지하고 나가토 유키를 의식하기 시작한다. 스스로를 제외하고 아무도 신경 쓰지 않는 것처럼 보이지만 사실 SOS단 단원 모두를 굉장히 아끼고 있다.
나가토 유키 (長門 有希 나가토 유키[*])
일본성우: 치하라 미노리 / 한국성우: 우정신 / 북미성우: 미셸 러프
키타고 학생으로, 하루히가 SOS단의 거점으로 확보하고 있는 문예부실에 있던 유일한 문예부원. 과묵하고 무표정하며 작중에 등장하는 대부분의 시간을 문예부실에서 보내며 언제나 책을 읽고 있다. '고도 증후군' 편에서의 쿈과 코이즈미의 대화에 따르면 주로 읽는 것은 외국 장편 SF 인 듯하다. SOS단의 활동에 참여하는 것 외의 다른일에 참여하는 모습은 극히 적다. (외부활동은 학교축제때 나가토네 반에서 기획한 점집활동 참여 & 컴퓨터 연구부의 객원 멤버로 가끔 참여하는게 유일.) 컴퓨터를 만지는 것을 좋아하며 다루는 솜씨는 초일류급. 그러나 정체는 '정보 통합 사념체'에 의해 만들어진 '대 유기 생명체 콘택트용 휴머노이드 인터페이스'이다. 3년 전에 탄생했으며 탄생한 그 날부터 하루히가 고등학교에 진학할 때까지 대기모드로 있었다. 그녀와 같은 목적으로 탄생한 휴머노이드들이 다수 존재한다. 아사쿠라 료코가 대표적인 예이다. (그녀는 나가토 유키의 백업이다.) 영화 촬영도중 미쿠루의 눈에서 나오는 '알 수 없는 빔'을 제거하고 과거로 돌아간 쿈과 미쿠루가 다시 미래로 가는 것을 도와주는 등 쿈이 그녀가 할 수 있는 일이 무엇인가보다 할 수 없는 일이 무엇인지가 더 궁금하다고 한 적이 있을 정도로 여러 가지로 만능인 소녀. 하루히에 의해 무슨 일이 생길 때마다 쿈이 제일 의지하고 있는 단원이지만 4권 스즈미야 하루히의 소실편 이후로 쿈은 무조건 그녀에게 의지하려는 버릇을 고치려고 노력중이다. 쿈에게 호감을 가지고 있는 듯하며, 그에게 최종적인 결정 등의 중요한 결정을 쿈에게 맡기는 경우가 많다. 그녀는 SOS단 활동을 하면서 서서히 인간적인 감정과 욕구에 눈을 뜨며, 시간이 흐르면서 감정이 싹트기 시작하지만 자기 스스로는 그것들이 무엇인지 이해하지 못하고 '내 메모리 공간에 축적된 에러 데이터 집합'이라고 칭하고 있다. 정보로 구성된 존재인 만큼 물리적 충격과 외상에 강력한 내성을 가지고 있다. 자체 개체로는 시간 이동이 불가능하나 이론적으로는 이해하고 있으며 공간적 여건이 맞으면 시간이동을 하게 만드는 것도 가능하다. 본래 안경을 쓰고 있었지만 안경을 쓰지 않는 쪽이 더 귀여워 보인다고 쿈이 말한 뒤로는 안경을 쓰지 않고 있다.
아사히나 미쿠루 (朝比奈 みくる 아사히나 미쿠루[*])
일본성우: 고토 유코 / 한국성우: 윤미나 / 북미성우: 스테퍼니 셰이
하루히가 '로리 거유 모에 마스코트 캐릭터'로서 데리고(납치해) 온 키타고 2학년 여학생이다. 원래는 서예부에 소속되어 있었으나 하루히에 의해 탈퇴당하고 현재 SOS단 소속의 메이드 겸 마스코트이다. 하루히에 의해 매번 여러 가지 코스프레를 당하고 있다. 정체는 '지금'보다 훨씬 미래에서 온 조사원(주재원)인데 하급 말단직이라 상관의 명령에 의해서 임무를 수행하며 그녀의 정체를 묻는 쿈에게 자신의 정체에 대해 이야기할 수 없다는 것에 대해 미안해 한다. 자신도 중요한 때에 멤버들에게 도움이 되지 못하는 것을 분해한다. 또한 SOS 단원들에게 친절하게 대하지만 그 이상의 관계는 가지려 하지 않는다. 특히 나가토 유키에 대해서는 어떤 이유인지는 알려지지 않았으나 그녀를 매우 두려워한다. (아마 시간상 모순이 되는 아사히나의 존재와 논리적 완결성을 갖추는 것을 절대시하는 나가토의 존재가 서로 모순이 되기 때문에 그러하는 것 같다.) SOS단에서 주로 하는 일은 단 멤버들에게 차 끓여주기. 자기 스스로도 차를 끓이는 것을 즐기는지 자신의 주머니를 털어 고급 차를 사오기도 하는 것 같다. 미쿠루라는 이름은 '미래'를 뜻하는 일본어 未来 미라이[*]를 다르게 읽은 것이다.
아사히나 미쿠루 (대)
미쿠루의 수년 후의 모습, 이시간 동위체(異時間同位体)이다. 제1권 '우울'에서부터 몇 번이고 등장하며, 제3권 '무료'에 수록된 '조릿대잎 랩소디' 이후는 '아사히나 선배(대)'로 현재의 "아사히나 선배(소)'와 구별되고 있다. 훨씬 승진하였는지 아사히나 선배(소)보다 더 많은 사실을 알고 있으며 어린 자신보다 행동과 발언에 대한 제한이 더 적은 듯하다. 종종 쿈은 미쿠루(소)의 상사가 바로 이 미쿠루(대)가 아닐지 의심하곤 한다.
아사히나 미치루(朝比奈 みちる 아사히나 미치루[*])
소설 제 7권 '음모' 편에선 쿈의 부탁으로 8일전으로 시간 여행을 한 아사히나 미쿠루가 츠루야 씨의 집에서 머물때 쓰던 가명. 츠루야에게는 아주 어렸을 때 생이별하여 미쿠루 스스로도 모르는 쌍둥이 동생이라고 설명했다. 고작 8일 정도의 시간만을 거슬러 올라왔기에 이 당시 쿈은 두명의 미쿠루(8일전으로 시간 여행을 한 미쿠루와 아직 하기 전의 미쿠루)를 번갈아가며 만나게 됐다. 더불어 어른 버전의 미쿠루로부터 지령도 내려오고 있었기에 이 당시의 쿈은 세명의 미쿠루를 구분하기 위해 각각 '아사히나 선배(대)', '아사히나 선배(소)', "아사히나 선배(미치루)"로 구분해야 했다.
코이즈미 이츠키 (古泉 一樹 고이즈미 이쓰키[*])
일본성우 : 오노 다이스케 / 한국성우: 전광주 / 북미성우: 조니 용 보시
언제나 입가에 미소를 띄우고 있으며 주위와 평온하게 지내기 위한 태도를 취하고 있다. 5월이라는 어중간한 시기에 전학을 왔다는 이유로 하루히에게 '의문의 전학생'으로서 끌려와 SOS단에 입부당한다. 실제 정체는 일종의 초능력자로 하루히가 만들어내는 폐쇄공간의 출현을 느낄 수 있는 힘과 그 폐쇄공간으로 들어갈 수 있는 힘, 그리고 그 안에서만 출현하는 괴수인 '신인'을 제거할 수 있는 힘을 지나고 있다. 그와 같은 초능력을 가진 사람들이 모인 조직을 코이즈미는 '기관'이라고 칭하고 있으며 코이즈미 자신도 이 '기관'에 소속되어 있다고 한다. 참고로 코이즈미는 '기관'에서의 자신의 위치를 말단이라고 표현했다. (10권 경악 전편에서 신캐릭터인 타치바나 쿄코는 코이즈미가 기관의 리더 & 기관의 하나부터 열까지 모든것을 만들어냈다고 말한다.) 그러나 기관 내에서도 그러한 초능력을 가진 사람은 극소수이며(전 세계에서 몇 명 꼴이다.) 코이즈미는 그 몇 명 중 하나이다. 보드게임이나 카드게임 같은 아날로그 적인 게임을 좋아하며 매번 쿈과 게임대결을 벌이지만 실력이 형편없으며 발전하지도 않는다고 한다. 3권 미스테릭 사인편에서 여름합숙 장소를 제공한 보상으로 하루히에게 부단장 직책을 받았다. 기이한 사건이 발생할 때마다 하루히 본인의 힘에 의하여 일어난 사건이란 사실을 숨기기 위하여 뛰어난 화술을 이용 - 하루히를 납득시키곤 한다. 쿈의 언급에 따르면 성적은 학년내에서도 상위권에 드는 수준. 이공계쪽 진학을 목표로 하는 반에 속해있다고 한다.

## 키타고 관계자
아사쿠라 료코 (朝倉 涼子 아사쿠라 료코[*])
일본성우: 쿠와타니 나츠코 / 한국성우: 이주희 / 북미성우: 브리짓 호프먼
1학년 5반의 반장이다. 굉장한 미인에 성적도 우수, 대인관계도 원만하여 1학년 5반 사이에선 꽤나 선망의 대상이였다. 그러나 그녀의 정체는 나가토 유키와 같은 정보통합사념체의 휴머노이드 인터페이스 & 나가토 유키의 백업이다. 1권에서 쿈을 살해하여 하루히에게 일어나는 동요를 관찰하려 하였으나, 나가토 유키에 의해 저지 당하고 정보연결을 해제당해 소멸한다. 4권 스즈미야 하루히의 소실편에 쿈을 제외한 모든 것을 바꾼 나가토에 의해 부활하여 재등장한다. 이후의 이야기에선 등장이 없었지만, 10권 스즈미야 하루히의 경악 전편에서 행동불가 상황에 빠진 나가토를 대신하여 스오우 쿠요우와 대치하던 쿈의 앞에 잠시 재등장한다.
타니구치 (谷口 다니구치[*])
일본성우: 시라이시 미노루 / 한국성우: 손정성 / 북미성우: 샘 리걸
1학년 5반 소속. 쿈의 친구이며 하루히와 같은 히가시 중학교 출신. 여자를 매우 밝히지만 연예 성공 확률은 매우 떨어진다. 중학교 때 하루히에게 고백했다가 5분만에 차인 경력이 있다. 쿈의 나레이션에 의하여 매번 무시당하며 바보취급 당한다. (이때문에 관련 동인지 대부분에서 개무시 당하는 바보 캐릭터로 굳어짐) 10권 스즈미야 하루히의 경악 전편에서 신캐릭터인 스오우 쿠요우와 1학년 겨울 즈음에 사귀였다 차였다는 사실이 드러난다.
쿠니키다 (国木田 구니키다[*])
일본성우: 마츠모토 메구미 / 한국성우: 변현우 / 북미성우: 브리앤 시달
1학년 5반 소속. 쿈과 중학교때부터의 친구이다. 타니구치와 언제나 함께 다닌다. 8권 분개 "편집장★일직선!"편에 짧은 학습 칼럼을 쓸만큼 쿈의 친구들 중엔 공부를 잘하는 편이다. 11권 스즈미야 하루히의 경악 후편에서 츠루야를 좋아한다는 사실을 쿈에게만 고백한다.
사카나카 (阪中 사카나카[*])
1학년 5반 소속으로, 쿈과 하루히와 같은반. 개를 좋아하는 얌전한 부잣집 아가씨. 말 끝에 "～のね"를 붙이는 것이 버릇이다. 8권 스즈미야 하루히의 분개 에피소드인 '원더링 쉐도우'에 등장하여 자신의 애완견인 루소가 골목의 특정한 곳을 지나가지 않으려고 하는 현상때문에 걱정한 나머지 SOS단에 도움을 요청한다.
츠루야 선배 (鶴屋さん 쓰루야 산[*])
한국성우: 마츠오카 유키 / 한국성우: 정유미 (성우) / 북미성우: 캐리 월그런
아사히나 미쿠루와 동급생이자 친구. 항상 텐션이 높고 분위기를 잘 타며, 재미있는 것을 좋아하는 의미에서도 하루히와 호흡이 잘 맞는다. 사소한 것에도 배를 잡고 크게 웃을만큼 모든일을 긍정적으로 생각하는 성격. 천재라 불릴만큼 똑독하며 운동신경도 뛰어나다. 뛰어난 눈썰미와 감으로 하루히 일당이 보통 인간이 아니라는 것엔 눈치채고 있으나, 의도적으로 깊이 파고들지 않고 어디까지나 친구 혹은 제3자로서의 위치에 서서 그들을 지켜보고 있다. 츠루야네 집안은 매우 부유하며 코이즈미가 소속되어 있는 "기관"의 간접적인 스폰서인 듯하다. SOS단을 위하여 가문 전용의 별장을 빌려준적이 있으며 (5권 에피소드 中 "설산 증후군" 참고) 집안 대대로 내려오는 고문서를 넘겨주기도 한다. (7권 참고)
키미도리 에미리 (喜緑 江美里 기미도리 에미리[*])
일본성우: 시라토리 유리 / 한국성우: 은정 (성우) / 북미성우: 힌든 월치
키타고 2학년으로 학생회에 소속되어 있는 여학생 그녀는 쿈에 의해 인간적인 감정을 가지게 되어 정보통합사념체가 원하지 않는 이상행동을 보이기 시작하는 나가토 유키를 감시하기 위해 파견된 감시역의 휴머노이드 인터페이스이다. 미스테릭 사인편에서는 컴퓨터 부장의 여자친구임을 자처하며 처음 등장하지만 실제로는 컴퓨터 부장의 여자친구가 아니다. 8권 스즈미야 하루히의 분개 에피소드인 '편집장★일직선'에선 학생회장을 보좌하는 학생회 서기로 재등장 9권 - 스즈미야 하루히의 분열과 10권 - 스즈미야 하루히의 경악 전편에서도 등장한다.
학생회장 (生徒会長 세이토카이초[*])
키타고 학생회장. 그림으로 그린 듯한 냉철·음험한 학생회장으로, SOS단을 눈엣가시로 생각해 문예부 활동중지 소동의 발단이 된 인물이다. 학생회장의 모습은 하루히가 상상하는 학생회장의 이상적인 모습으로 나타난다. 하지만 학생회장의 모습은 어디까지나 연기에 가까우며, 원래는 담배를 피우는 등 모범생과는 다소 거리가 있는 모습을 보여준다. 코이즈미가 기관의 힘을 빌어 하루히가 원하는 악역 학생회장을 만들기 위하여 섭외한 - 외부 협력자라는 설정이라고 한다. (기관에 협력하는 조건으로 대학입시에 유리하도록 만들어 달라는 조건을 걸었다고 언급됨) 9권 "분열"에 들어와서는 연기로 만들어낸 인격인 '학생회장'에 매력을 느끼고 빠져드는 모습을 보여주기도 한다.
키타고 컴퓨터 연구부 부장 (北高コンピュータ研究部長 기타코 곤퓨타 겐큐부초[*])
일본성우: 코부시 노부유키 / 한국성우: 변현우 / 북미성우: 데이브 위튼버그
SOS단방(=문예부실)옆의 컴퓨터 연구부의 대장 1권 스즈미하 하루히의 우울에서 하루히가 컴퓨터부장이 미쿠루에게 성폭력을 가했다는 어처구니 없는 장면을 근거로 협박하는 바람에 최신형의 컴퓨터를 강탈당했다. 이후 3권 스즈미야 하루히의 무료 에피소드중 하나인 미스테릭 사인편의 사건에 관련도기도 하였다. 5권 스즈미야 하루히의 폭주의 에피소드중 하나인 '사주자리의 날'에선 강탈당한 컴퓨터를 되찾아오기 위하여 부원들끼리 만든 슈팅게임을 가지고 SOS단에게 도전하여 자신들의 컴퓨터에만 있는 특수 프로그램으로 SOS단을 꺾으려 했다. 하지만 나가토 유키가 프로그램 소스를 즉석에서 수정하는 등 해킹에 가까운 행동을 하는 바람에 역습을 당하고 결국 대결에서 패배한다. 결국 이 때문에 약속대로 노트북 네대를 더 빼앗기고 만다. 그는 이 대결에서 자신의 무능을 드러낸 꼴이 되고 말았다. 대결 패배 후 컴퓨터 부장은 나가토 유키에게 컴퓨터 연구부에 도움을 되어달라고 부탁한다. (하루히가 거절했지만 쿈의 설득으로 나가토가 가끔식 찾아가 도와주는 조건으로 마무리됨) 8권 스즈미야 하루히의 분개의 에피소드인 '편집장★일직선'에선 부원들과 함께 SOS단이 만든 문예지에 게임 리뷰를 썼으며 9권 스즈미야 하루히의 분열에선 SOS단의 일에 협력하며 컴퓨터 연구부 신입부원을 받기위해 노력한다.

## 기관
타마루 케이이치 (多丸 圭一 다마루 게이이치[*])
일본성우: 이노우에 카즈히코 / 한국성우: 변현우 / 북미성우: 데이브 위튼버그
코이즈미 이츠키가 소속되어 있는 '기관'의 조직원 중 한 명 고도 증후군과 설산 증후군 편에서 벌어진 추리극에서 시체 역을 맡는다.
타마루 유타카 (多丸 裕 다마루 유타카[*])
일본성우: 모리카와 토시유키 / 한국성우: 전광주 / 북미성우: 빅 미뇨나
"기관"의 조직원 중 한 명 만화에선 케이이치의 동생으로 등장한다.
모리 소노 (森 園生 모리 소노우[*])
일본성우: 오오마에 아카네 / 한국성우: 우정신 / 북미성우: 힌든 월치
"기관"의 조직원 중 한 명. 메이드 의상을 입고 있다. 고도 증후군 & 설산 증후군 에피소드에 등장하였으며 "스즈미야 하루히의 음모"편에선 납치당한 미쿠루를 구하기 위하여 재등장한다. 이때 살의를 띈 웃음을 보여주어 쿈을 놀라게 하였다.
아라카와 (新川 아라카와[*])
일본성우: 오오츠카 아키오 / 한국성우: 손정성 / 북미성우: 마이클 포리스트
"기관"의 조직원 중 한 명 집사 의상을 입고 있다. "스즈미야 하루히의 음모"편에선 납치당한 미쿠루를 구하기 위하여 자동차를 운전하는데 솜씨가 매우 뛰어나다고 한다.

## 그 외
쿈의 여동생 (キョンの妹 굔 노 이모토[*])
일본성우: 아오키 사야카 (1972년) / 한국성우: 은정 (성우) / 북미성우: 캐리 월그런
쿈의 여동생으로 소학교(초등학교) 5학년. 본명은 불명 딱히 다른 칭호가 없기에 쿈의 여동생 또는 줄여서 간단하게 여동생으로 불린다. 오빠를 '쿈 군'이라 불러 그것을 별명으로 정착시킨 원인 중 하나이다. "쿈 군"이란 호칭은 쿈의 숙모가 최초로, "쿈 군 많이 컸구나"라고 말한 데서 유래 그 후 여동생은 쿈 군이라는 별명이 재미있다며 오빠라는 칭호를 버리고 쿈 군이라고 부르기 시작했고 쿈의 집에 놀러온 쿈의 친구들이 그것을 듣고 별명이 퍼져 지금에 이르렀다고 한다. SOS단의 활동에 곳잘 참여하기도 하는데 (스즈미야 하루히의 무료 & 고도 증후군 & 설산 증후군 에피소드 참고) 이때문인지 SOS단의 여성맴버진과 잘 어울린다. 평소엔 집에서 샤미센을 못살게 굴며 노는것으로 묘사된다.
샤미센 (シャミセン 샤미센[*])
일본성우: 오가타 켄이치 / 북미성우: 스티브 크레이머(1기), 마이클 매코너하이(2기)
SOS단 영화제작에 필요해 하루히가 적당히 고른 삼색 얼룩고양이 수컷 유전학 상으로 삼색 얼룩고양이 수컷은 매우 희귀하다. 영화 촬영 도중 하루히의 힘에 의하여 잠시나마 인간의 말을 한적이 있다. 영화 촬영 이후엔 쿈의 집에서 기르고 있다. 샤미(シャミ)라는 애칭으로 불린다.
샤미센 2호 (シャミセン2号 샤미센 니고[*])
5권 에피소드인 "설산 증후군"에서 코이즈미가 주최한 추리대회를 위하여 준비한 고양이 샤미센과 비슷하게 생긴 암컷 얼룩고양이다. 샤미투라는 애칭으로 불린다.
하카세 군(ハカセくん 하카세 군[*])
하루히의 집 근처에 살며, 가끔 하루히에게 과외 수업을 받고 있는 듯하다. 예의 바른 소년으로 그림도 잘 그린다. 작중에서는 미쿠루나 쿈에게는 이름을 댔지만 독자에겐 본명이 밝혀지지 않는다. '하카세 군'은 쿈이 붙인 별명 아사히나 미쿠루(대)의 말에 의하면 이소년이 훗날 시간여행을 하는데 중요한 역할을 하는 어떠한것을 만들어낸다고 한다.
"하카세"는 일본어로 박사(博士)를 의미한다.
후지와라 (藤原 후지와라[*])
제7권 《음모》에 첫 등장 아사히나 미쿠루와는 다른 조직에 소속되어 있는 정체불명의 미래인 제9권 "분열" 에서부터 본격 등중하며 쿈의 물음에 처음으로 성을 밝히지만 그마저도 실제 이름이 아닌 듯하다. 하루히가 아닌 사사키에게 세상을 바꿀 힘이 가야한다고 주장한다. 아사히나 미쿠루와는 다른 미래에서 왔으며 아사히나 미쿠루의 남동생이다.
타치바나 쿄코 (橘 京子 다치바나 교코[*])
아사히나 미치루(《음모》에서 8일전으로 시간 여행을 한 아사히나 미쿠루)를 납치했던 범인 중 한 명 코이즈미가 속한 기관과 대립하는 조직에 소속된 인물로 사사키가 만들어내는 폐쇄공간에 들어갈 수 있는 능력을 지녔다. 한마디로 코이즈미와 같은 초능력자 제9권 '분열'에서 처음으로 이름이 밝혀진다. 하루히에게 주어진 힘이 원래는 사사키에게 돌아갔어야 한다고 믿으며, 사사키에게 접근해 설득하고 있다.
사사키 (佐々木 사사키[*])
제9권 《분열》에 첫 등장하는 여성 캐릭터 시외 사립 진학고에 다닌다. 쿈과 같은 중학교를 다녔으며 중학교 3학년때 같은 반이었던 동시에 같은 입시 학원에 다녔었다. 쉽게말해 중학교 시절 쿈과의 절친 여자들과 있을 때는 여자 말투를 쓰지만 남자와 이야기할 때는 남자 말투를 쓰는 기묘한 습관을 가지고 있다. 1학년 봄방학 마지막날에 있었던 SOS단 모임에 쿈과 함께 나타나며 이 사사키의 등장으로 인해 하루히가 자신도 의식하지 못하는 사이에 심경의 변화를 일으킨다. 타치바나 쿄코에게 있어서 신과 같은 존재다.
스오우 쿠요우 (周防 九曜 스오 구요[*])
제9권 《분열》에  첫 등장하는 캐릭터 천개 영역의 TFEI 단말 나가토와 마찬가지로 말이 없지만 침묵을 나타내는 방법이 다르다. 나가토가 "……"인 반면 쿠요는 "──"으로 표시된다.
정보 통합 사념체가 나가토를 시작으로 만들어낸 TFEI 단말보다 상태가 좋지 않은 듯한 모습이다. 실제 능력은 불분명하나, 정보통합사념체의 TFEI 단말들과 비교하여 지극히 인간미가 없고(쿈과 처음 만났을 때는 제대로 대화조차 할 수 없었다) 상당히 특이한 성격의 개체 나가토의 능력으로도 의사소통이 불가능한 듯하다.
와타하시 야스미 (渡橋 泰水 와타하시 야스미[*])
10권~11권 스즈미야 하루히의 경악에 등장하는 신캐릭터 중학생 정도의 왜소한 체격을 가졌으며 헐렁한 키타고 교복을 입고 다닌다. 스마일 마크 모양의 머리핀이 차밍 포인트 알파 루트에서 SOS단의 1학년 신입단원이 된다. 11권에서 드러나지만 와타하시 야스미는 스즈미야 하루히가 무의식적으로 만들어낸 분신이다. (자세한 사항은 10~11권 참고)